# Tennis in the Land 2025
Das Tennis in the Land 2025 ist ein Damen-Tennisturnier in Cleveland. Das Hartplatzturnier der Kategorie WTA 250 ist Teil der WTA Tour 2025 und findet vom 17. bis 23. August 2025 auf dem Gelände des Nautica Entertainment Complex statt.
Titelverteidigerinnen sind McCartney Kessler im Einzel sowie die Paarung Cristina Bucșa/Xu Yifan im Doppel.

## Qualifikation
Die Qualifikation für das Tennis in the Land 2025 findet vom 16. bis 17. August 2025 statt. Ausgespielt werden vier Plätze für das Hauptfeld des Turniers.
| Qualifikantinnen | Qualifikantinnen | Lucky Loser |
| ---------------- | ---------------- | ----------- |
|                  |                  |             |
|                  |                  |             |

## Einzel
| Wildcards - Katie Boulter - Katrina Scott | Protected Ranking - Zhu Lin |

### Setzliste
| Nr. | Spielerin            | Erreichte Runde |
| --- | -------------------- | --------------- |
| 01. | Ljudmila Samsonowa   |                 |
| 02. | Wang Xinyu           |                 |
| 03. | Maya Joint           |                 |
| 04. | Anastassija Potapowa |                 |

| Nr. | Spielerin       | Erreichte Runde |
| --- | --------------- | --------------- |
| 05. | Loïs Boisson    |                 |
| 06. | Sonay Kartal    |                 |
| 07. | Katie Boulter   |                 |
| 08. | Hailey Baptiste |                 |

Zeichenerklärung
- Q = Qualfikant
- WC = Wildcard
- LL = Lucky Loser
- ITF = qualifiziert über ITF-Ranking
- ALT = alternate (Ersatz)
- PR = Protected Ranking
- SE = Special Exempt
- r = retired (Aufgabe)
- d = Disqualifikation
- w.o. = walkover
- [ ] = Match-Tie-Break

## Doppel

### Setzliste
| Nr. | Paarung                         | Erreichte Runde |
| --- | ------------------------------- | --------------- |
| 01. | Anna Danilina Aleksandra Krunić |                 |
| 02. | Chan Hao-ching Jiang Xinyu      |                 |
| 03. | Ulrikke Eikeri Eri Hozumi       |                 |
| 04. | Fanny Stollár Wu Fang-hsien     |                 |

Zeichenerklärung
- Q = Qualfikant
- WC = Wildcard
- LL = Lucky Loser
- ITF = qualifiziert über ITF-Ranking
- ALT = alternate (Ersatz)
- PR = Protected Ranking
- SE = Special Exempt
- r = retired (Aufgabe)
- d = Disqualifikation
- w.o. = walkover
- [ ] = Match-Tie-Break